# Algol

Sao ba Algol

Algol (Beta Per, β Persei, β Per), được biết với tên thông dụng là Demon Star, là một ngôi sao sáng trong chòm sao Anh Tiên. Nó là một trong những sao đôi che nhau nổi tiếng được biết, và cũng là một trong những ngôi sao biến quang (không phải nova) đầu tiên được phát hiện. Algol thật ra là một hệ ba ngôi sao (Beta Persei A, B, and C), trong đó ngôi sao lớn và sáng nhất là Beta Persei A thường bị che bởi ngôi sao Beta Persei B tối hơn. Do đó, cấp sao biểu kiến của Algol hầu như không đổi ở mức 2,1, nhưng thường giảm xuống mức 3,4 mỗi hai ngày, 20 giờ và 49 phút trong khoảng thời gian 10 giờ bị che nhau một phần. Một trường hợp che nhau khác ("cực tiểu thứ hai") khi sao sáng hơn che khuất sao mờ hơn. Sự che nhau thứ hai chỉ có thể phát hiện bằng phương pháp quang điện.